# デッギンゲン
デッギンゲン (ドイツ語: Deggingen) は、ドイツ連邦共和国バーデン＝ヴュルテンベルク州シュトゥットガルト行政管区のゲッピンゲン郡に属す町村（以下、本項では便宜上「町」と記述する）である。

## 地理

### 位置
デッギンゲンは、バート・ディッツェンバッハ（西）とバート・ユーバーキンゲン（東）とのほぼ中間、フィルスタール上流域の高度 465 m から 777 m に位置する。

### 自治体の構成
自治体デッギンゲンには、かつて独立した自治体であったライヒェンバッハ・イム・テーレが含まれる。1974年12月31日時点のデッギンゲンには、デッギンゲン地区、小集落ベルネック、アヴェ・マリア教会および修道院（ツークシュタイン）、一戸集落ビールケラーとノルトアルプおよび廃集落のボーゲンヴァイラーが属す。旧自治体ライヒェンバッハ・イム・テーレにはライヒェンバッハ・イム・テーレ地区、農場集落ガイレンと廃集落ブルク・ゲーレンベルクが属している。

### 土地利用
| 用途                 | 面積 (ha) | 占有率 (%) |
| -------------------- | --------- | ---------- |
| 住宅地               | 96        | 4.2        |
| 商工業地             | 22        | 1.0        |
| レクリエーション用地 | 19        | 0.9        |
| その他市街地         | 35        | 1.5        |
| 交通用地             | 98        | 4.3        |
| 農業用地             | 1152      | 50.7       |
| 森林                 | 745       | 32.8       |
| 水域                 | 8         | 0.3        |
| その他               | 96        | 4.2        |
| 合計                 | 2271      | 100        |

2022年現在の州統計局のデータに基づく。

## 歴史

### 概要
デッギンゲンは、町の外れにある5世紀から7世紀のメロヴィング朝時代の列状墓が示すように、中世初期には既に定住がなされていた。
デッギンゲンは、シュヴァーベン公の時代にはシュタウフェン家の家領であったが、その衰退後にヘルフェンシュタイン伯領に移された。この伯家は、デッギンゲンを1382年から1396年まで帝国都市ウルムに担保として委譲した。ヘルフェンシュタイン伯家断絶後、デッギンゲンとライヒェンバッハ・イム・テーレは、1806年まではヴィーゼンシュタイク家に属しており、17世紀に相続と売却によって 2/3 がバイエルン選帝侯領に、1/3 がフュルステンベルク家のものとなっていた。1806年、陪臣化によりヴィーゼンシュタイク家の所領はヴュルテンベルク王国領となった。1806年から1810年までデッギンゲンとライヒェンバッハはヴュルテンベルクのオーバーアムト・ヴィーゼンシュタイクに属した。1810年から1938年まで両町はオーバーアムト・ガイスリンゲンに属した。
王政の終焉後、両町はヴュルテンベルク自由人民州に属した。ナチ時代のヴュルテンベルクの郡域再編により1938年にゲッピンゲン郡に編入された。1945年から1952年までデッギンゲンとライヒェンバッハは、1945年にアメリカ占領地区に設けられたヴュルテンベルク＝バーデン州の一部となった。1952年にこの州は、新たにバーデン＝ヴュルテンベルク州に再編された。

### 町村合併
1975年1月1日、ライヒェンバッハ・イム・テーレがデッギンゲンに合併した。

## 住民

### 人口推移
出典: 1961年以降のデータは、バーデン＝ヴュルテンベルク州統計局のデータによる。
| 時点           | 人口（人） |
| -------------- | ---------- |
| 1837年         | 2,419      |
| 1907年         | 2,331      |
| 1939年05月17日 | 2,584      |
| 1950年09月13日 | 3,820      |
| 1961年06月06日 | 4,737      |
| 1970年05月27日 | 5,415      |
| 1983年12月31日 | 5,508      |
| 1987年05月25日 | 5,548      |
| 1991年12月31日 | 5,814      |
| 1995年12月31日 | 5,709      |
| 2000年12月31日 | 5,668      |
| 2005年12月31日 | 5,664      |
| 2010年12月31日 | 5,456      |
| 2015年12月31日 | 5,279      |
| 2020年12月31日 | 5,304      |

## 行政

### 議会
町議会議員は Unechte Teilortswahl の方法で選出される。このため議席数は、超過議席によって変化する。2019年5月26日の選挙は15議席（改選前と同数）であった。町議会は、これらの選出された名誉職の議員と、議長を務める町長で構成されている。町長は町議会において投票権を有している。

### 首長
2023年からマルクス・シュヴァイツァー (CDU) が町長を務めている。彼は2023年3月5日の町長選挙で 58 % の支持票を得て選出された。前任者はカール・ヴェーバー (CDU) で、2007年から2023年まで町長を務めた。

### 紋章
この町の紋章は、赤地に白い象の頭部とその下に6つの突起がある金の星が描かれている。象は、1627年に断絶するまでこの集落を治めていたヘルフェンシュタイン家の紋章動物である。星は、おそらく単に識別の都合で描かれたと考えられる。象の頭部と星は、1551年にデッギンゲン市場の公印として初めて登場する。1954年、町役場にヘルフェンシュタイン家の紋章と地元貴族の紋章とを組み合わせた異なる外観のレリーフが掲げられた。町の申請に基づき内務省は1959年6月30日に、元の紋章をヘルフェンシュタイン家の配色である白と赤で彩色された紋章を認可した。

### 姉妹自治体
- コットマール（ドイツ語版、英語版）（ドイツ、ザクセン州）

この他に姉妹自治体の働きかけが行われているが、実現していない。

## 経済と社会資本

### 交通

#### 道路
デッギンゲンは、連邦道466号線によって南北に分けられている。この連邦道はフィルスタール上流域全体を貫いて、ガイスリンゲンと連邦アウトバーン8号線とを結んでいる。この道路は通勤者や貨物輸送によって一日中交通量が多い。

#### 公共交通機関
デッギンゲンは1903年から1983年まで支線のガイスリンゲン (シュタイゲ) - ヴィーゼンシュタイク線（テーレス鉄道）によって鉄道網に接続していた。王立ヴュルテンベルク邦有鉄道は、統一駅舎 Typ IIb の駅舎を建設した。現在（2024年）は、バス路線がゲッピンゲン、ガイスリンゲン・アン・デア・シュタイゲ、ヴァイーゼンシュタイクなどとデッギンゲンとを結んでいる。

#### 自転車
かつての鉄道路線跡が自転車道に改造されている。これにより、フィルスタール上流域の発達した自転車道網は「フィルスタールルート」の構成要素となっている。デッギンゲンは、マウンテンバイクやグラーヴェルバイク向けの自転車道でアーレンからトゥットリンゲンまでを6つの区間で結ぶアルプ＝クロッシングに面している。

#### 遊歩道
デッギンゲンの北の町境沿いにアルプシュタイク（シュヴェービシェ＝アルプ＝ノルトラント＝ヴェークあるいは HW1 とも呼ばれる）が通っている。この遊歩道はドイツで最も人気のある遊歩道の1つであり、シュヴェービシェ・アルプの山沿いにドナウヴェルトからトゥットリンゲンまでを結んでいる。

#### 航空
ベルネック小集落にベルネック・グライダー飛行場がある。

## 文化と見所
デッギンゲンは、多くの見所をその街道沿いに持つシュヴェービシェ・アルプ街道沿いに位置している。デッギンゲンの北に、フィルスタール上流域の優れた眺望が得られる「ノルトアルプ」がある。

### クラブ・団体
- 1674年にデッギンゲン射撃協会が設立された。
- 1867年にリーダークランツ・コンコルディア・デッギンゲンが設立された。8つのグループ（混声合唱団、青年合唱団、若年合唱団、児童合唱団、ノータホプザー（幼児グループ）、マンドリングループ、演劇グループ、ビノーケル（カードゲーム）グループ）をもつこのクラブは、デッギンゲンで最も組織化されたクラブの1つである、
- 1958年にデッギンゲン音楽クラブが設立された。この町のブラスミュージックは100年以上の伝統がある。
- プファントフィンダー・デッギンゲン（スカウト運動）は1962年にデッギンゲン DPSG によって設立された。
- 1985年に BSC デッギンゲン e.V.（アーチェリークラブ）が設立された。

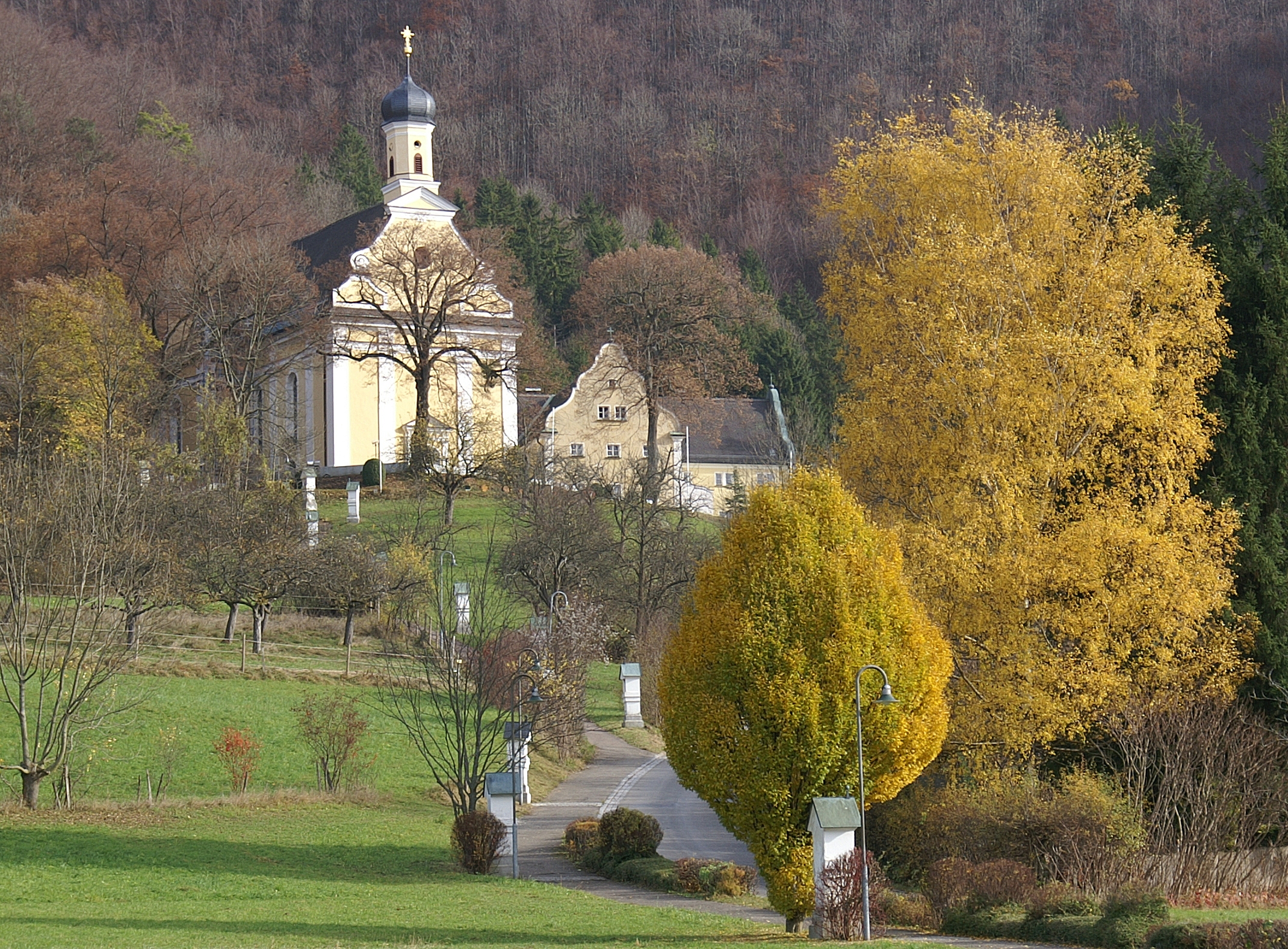
アヴェ・マリア巡礼教会

### 建物
- バロック様式の教区教会
- アヴェ・マリア巡礼教会
- 1976年にデッギンゲン近郊でローマ時代の防衛施設の遺跡が発見された。

## 関連図書
- Christoph Friedrich von Stälin, ed (1842). “Deggingen”. Beschreibung des Oberamts Geislingen. Die Württembergischen Oberamtsbeschreibungen 1824–1886. Band 17. Stuttgart / Tübingen: Cotta’sche Verlagsbuchhandlung. pp. 168–172
- Fritz Darcis; Herbert Allmendinger (2010). Deggingen und Reichenbach im Täle. Heimatbuch erarbeitet vom Arbeitskreis Heimatbuch. Geislingen an der Steige: Maurer. ISBN 978-3-00-033078-0